# Nkongsamba II
Nkongsamba II (ou Nkongsamba 2e) est une commune d'arrondissement de la communauté urbaine de Nkongsamba, département du Moungo dans la région du Littoral au Cameroun. Elle a pour chef-lieu le quartier Ekangté-Mbeng.

## Géographie
La commune urbaine et rurale traversée par la route nationale 5 (axe Douala-Bafoussam) s'étend au nord de la rivière Essoua qui la sépare des communes de Nkongsamba I et Nkongsamba III. Elle est limitée au nord par les arrondissements de Melong et Baré-Bakem.
| Melong         | Baré-Bakem     |              |
| Nkongsamba III | Nkongsamba II  | Baré-Bakem   |
|                | Nkongsamba III | Nkongsamba I |

## Histoire
La commune d'arrondissement est créée en 2007 par démembrement de l'ancienne commune de Nkongsamba.

## Administration
Elle est dirigée par un maire depuis 2007.
| Période     | Identité      | Parti | Notes                                 |
| ----------- | ------------- | ----- | ------------------------------------- |
| depuis 2020 | Patrick Samen | RDPC  |                                       |
| 2007 - 2020 | Thomas Wandji | RDPC  | enseignant, professeur de technologie |

## Chefferies traditionnelles
L'arrondissement de Nkongsamba II compte dix chefferies de 3e degré et une chefferie traditionnelle de 2e degré reconnues par le ministère de l'administration du territoire et de la décentralisation :
- 427 : Canton Baneka, siège à Ekangté Village

## Quartiers et villages

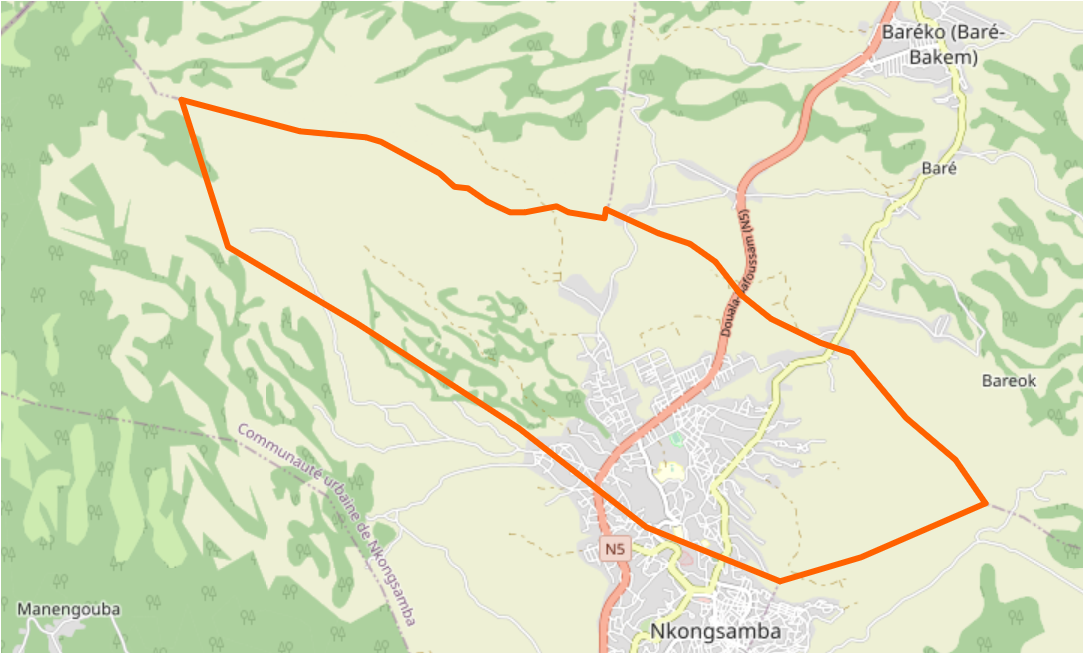
Limites communales

La commune est constituée de 12 quartiers et villages :

### Nkongsamba Ville
- Ekangté CRTV
- Ekangté-Palmiers
- Bonangoh
- Edjogmoa
- Ehalmoa
- Ekangté-Mbeng
- Ndogmoa Mbeng
- Sosso
- Ediakap

Quartier 5
Quartier 8 
Quartier 8 Bis 
Quartier 11

### Baneka
- Ekangté-Baneka
- Ndogmoa
- Ndogmoa Mbeng

## Population
La population relevée lors du recensement de 2005 atteint 37 154 habitants, dont 36 649 pour Nkongsamba Ville, elle est constituée de l'ethnie autochtone Mbo et d’halogènes : Bamiléké, Béti, Haoussa, Bassa, Anglophones.

## Éducation
L'enseignement secondaire public est assuré par trois établissements :
- CES Bilingue d'Ekangté
- Lycée du Manengouba
- Lycée technique de Nkongsamba II